# Перейра, Жуан Фелипе
Жуан Фелипе Перейра (порт. João Filipe Pereira; 23 марта 1861, Тауа —  5 мая 1950, Рио-де-Жанейро) — бразильский политический, государственный и дипломатический деятель, министр иностранных дел Бразилии (30 июня — 7 октября 1893), инженер.
Окончил Политехническую школу Федерального университета Рио-де-Жанейро. Инженер-строитель.
В 1893—1894 годах занимал пост министра транспорт Бразилии. С 1900 по 1901 год руководил Федеральным округом страны (Distrito Federal do Brasil).